# Stefán Karl Stefánsson
Stefán Karl Stefánsson (wym. ˈstɛːvaun ˈkʰartl̥ ˈstɛːvaunsɔn; ur. 10 lipca 1975 w Hafnarfjörður, zm. 21 sierpnia 2018  w Reykjavíku) – islandzki aktor. Znany głównie z roli Robbiego Zgniłka w serialu dla dzieci pod tytułem Leniuchowo.
Mieszkał w Los Angeles ze swoją żoną, Steinunn Ólíną Þorsteinsdóttir, trzema córkami i synem. W październiku 2016 roku ogłosił, że zdiagnozowano u niego raka trzustki. Pieniądze na pokrycie kosztów leczenia zbierane były poprzez fundację GoFundMe. Kampania została spopularyzowana dzięki użytkownikom portalu YouTube, gdzie umieszczali parodię utworów „We Are Number One” oraz „The Mine Song” z Leniuchowa, dzięki czemu stały się one memem internetowym. W sierpniu 2017 roku Stefánsson poinformował w wywiadzie dla RÚV o wyleczeniu z raka, a w listopadzie, że nadal choruje, ale w jego organizmie nie doszło do przerzutów.
W marcu 2018 zdiagnozowano u Stefánssona nieoperacyjnego raka dróg żółciowych, mimo że poddawał się chemioterapii w celu przedłużenia życia. W kwietniu 2018 ogłosił, że zdecydował się odejść od chemii i zamknął wszystkie swoje konta w mediach społecznościowych (oprócz YouTube). Zmarł 21 sierpnia 2018 w wieku 43 lat.